# Tiofenol
El tiofenol es un compuesto organosulfurado con la fórmula C6H5SH, a veces abreviado como PhSH. Este líquido incoloro y maloliente es el tiol aromático más simple. Las estructuras químicas del tiofenol y sus derivados son análogas a las de los fenoles. Una excepción es que el átomo de oxígeno del grupo hidroxilo (-OH) unido al anillo aromático se reemplaza por un átomo de azufre. El prefijo tio- implica un compuesto que contiene azufre y cuando se utiliza antes de un nombre de palabra raíz para un compuesto que normalmente contendría un átomo de oxígeno, en el caso de "tiol" que el átomo de oxígeno del alcohol se sustituye por un átomo de azufre.
Los tiofenoles también describen una clase de compuestos formalmente derivados del propio tiofenol. Todos tienen un grupo sulfhidrilo (-SH) unido covalentemente a un anillo aromático. El ligando organosulfurado del medicamento tiomersal es un tiofenol.

## Síntesis
Existen varios métodos de síntesis para el tiofenol y los compuestos relacionados, aunque el propio tiofenol suele comprarse para las operaciones de laboratorio. 
2 métodos son la reducción de cloruro de bencenosulfonilo con zinc y la acción del azufre elemental sobre haluro de fenil magnesio o fenilitio seguida de acidificación.
A través del reordenamiento de Newman-Kwart, los fenoles (1) se pueden convertir en tiofenoles (5) mediante la conversión a O-aril dialquiltiocarbamatos (3), seguido de calentamiento para dar el derivado isomérico S-arilo (4). 
En la reacción de tiofenol de Leuckart, el material de partida es una anilina a través de la sal de diazonio (ArN 2 X) y el xantato (ArS(C=S)OR). Alternativamente, el sulfuro de sodio y el triazeno pueden reaccionar en soluciones orgánicas y producir tiofenoles. 
El tiofenol se puede fabricar a partir de clorobenceno y sulfuro de hidrógeno sobre alúmina a entre 700 a 1300 grados Fahrenheit (371,1 a 704,4 °C). El disulfuro es el subproducto primario.  El medio de reacción es corrosivo y requiere un revestimiento del reactor cerámico o similar. Los yoduros de arilo y el azufre en determinadas condiciones también pueden producir tiofenoles. 

## Aplicaciones
Los tiofenoles se utilizan en la producción de productos farmacéuticos, incluidas las sulfonamidas. Los agentes antifúngicos butoconazol y mertiolato son derivados de tiofenoles. 

## Propiedades y reacciones

### Acidez
El tiofenol tiene una acidez apreciablemente mayor que el fenol, como lo demuestran sus valores de  pKa (6,62 para el tiofenol y 9,95 para el fenol). Se observa un patrón similar para el H2S versus H 2 O, y todos los tioles versus los alcoholes correspondientes. El tratamiento de PhSH con una base fuerte como hidróxido de sodio (NaOH) o sodio metálico produce la sal tiofenolato de sodio (PhSNa).

### Alquilación
El tiofenolato es altamente nucleofílico, lo que se traduce en una alta tasa de alquilación.Así, el tratamiento de C6H5SH con yoduro de metilo en presencia de una base da sulfuro de metilfenilo, C6H5SCH3, un tioéter al que a menudo se hace referencia como tioanisol . Estas reacciones son bastante irreversibles. el C6H5SH también se agrega a carbonilos α, β-insaturados mediante la adición de Michael.

### Oxidación
Los tiofenoles, especialmente en presencia de una base, se oxidan fácilmente a disulfuro de difenilo:
{\displaystyle {\ce {4C6H5SH + O2 -> 2C6H5S-SC6H5 + 2H2O}}}
El disulfuro puede reducirse de nuevo al tiol utilizando borohidruro sódico seguido de acidificación. Esta reacción redox también se aprovecha en el uso de C6H5SH como fuente de átomos de H.

### Cloración
El cloruro de fenilsulfenilo, un líquido de color rojo sangre (p.b. 41-42 °C, 1,5 mm Hg), puede prepararse por reacción del tiofenol con (cloro (Cl2). 

### Coordinación con metales.
Los cationes metálicos forman tiofenolatos, algunos de los cuales son poliméricos. Un ejemplo es el "C6H5SCu", que se obtiene tratando cloruro de cobre (I) con tiofenol. 

## Seguridad
El Instituto Nacional de Seguridad y Salud Ocupacional de EE. UU. ha establecido un límite de exposición recomendado de 0,1 ppm (0,5 mg m− 3), y exposiciones no superiores a 15 minutos.